# قصتي المجهولة في سول
قصتي المجهولة في سول (بالكورية: 미지의 서울)؛ هو مسلسل تلفزيوني كوري جنوبي، من بطولة بارك بو يونغ، بارك جين يونغ، وريو كيونغ سو. عرض على قناة تي في إن في 24 مايو الى 29 يونيو 2025، بث كل يومي السبت والاحد في تمام الساعة 21:20 (KST).

## القصة
تدور أحداث مسلسل حول شقيقتين توأم متشابهتين ولكنهما مختلفتين في الشخصية ونمط الحياة، حيث تقومان بتبادل حياتهما لسبب ما وتعيشان حياة مختلفة تمامًا من خلال كذبة.

## الطاقم
- بارك بو يونغ في دور يو مي جي / يو مي راي[1]
  - لي جاي إن في دور المراهقة يو مي جي / يو مي راي[6]

1. يو مي جي: الأصغر بين التوأم.
2. يو مي راي: الأكبر بين التوأم.

- بارك جين يونغ في دور لي هو سو[1]

محامي في شركة محاماة كبيرة.
- ريو كيونغ سو في دور هان سي جين[7]

رجل بدأ كرئيس تنفيذي للاستثمار في صندوق التحوط، لكنه أصبح فيما بعد مالك مزرعة.
- جانغ يونغ نام في دور هيون أوك هي[8]

طاهية في كافتيريا بمدرسة ابتدائية وأم الشقيقتين يو.

## المشاهدات
| الموسم | الموسم | رقم الحلقة | رقم الحلقة | رقم الحلقة | رقم الحلقة | رقم الحلقة | رقم الحلقة | رقم الحلقة | رقم الحلقة | رقم الحلقة | رقم الحلقة | رقم الحلقة | رقم الحلقة | المتوسط |
| الموسم | الموسم | 1          | 2          | 3          | 4          | 5          | 6          | 7          | 8          | 9          | 10         | 11         | 12         | المتوسط |
| ------ | ------ | ---------- | ---------- | ---------- | ---------- | ---------- | ---------- | ---------- | ---------- | ---------- | ---------- | ---------- | ---------- | ------- |
|        | 1      | 0.931      | 1.297      | 1.207      | 1.441      | 1.104      | 1.652      | 1.639      | 1.911      | 1.773      | 2.036      | 1.780      | 2.168      | 1.578   |

| الحلقة | تاريخ البث    | تقييمات (نيلسن كوريا) | تقييمات (نيلسن كوريا) |
| الحلقة | تاريخ البث    | على الصعيد الوطني     | سيئول                 |
| ------ | ------------- | --------------------- | --------------------- |
| 1      | 24 مايو 2025  | 3.628%                | 4.193%                |
| 2      | 25 مايو 2025  | 5.049%                | 5.577%                |
| 3      | 31 مايو 2025  | 4.523%                | 5.418%                |
| 4      | 1 يونيو 2025  | 5.897%                | 6.532%                |
| 5      | 7 يونيو 2025  | 4.358%                | 4.883%                |
| 6      | 8 يونيو 2025  | 6.368%                | 7.144%                |
| 7      | 14 يونيو 2025 | 6.452%                | 6.735%                |
| 8      | 15 يونيو 2025 | 7.377%                | 8.325%                |
| 9      | 21 يونيو 2025 | 7.105%                | 7.800%                |
| 10     | 22 يونيو 2025 | 7.744%                | 8.509%                |
| 11     | 28 يونيو 2025 | 6.951%                | 7.232%                |
| 12     | 29 يونيو 2025 | 8.413%                | 8.960%                |
| متوسط  | متوسط         | 6.155%                | 6.776%                |

## الإنتاج
المسلسل من اخراج بارك شين وو، الذي أخرج مسلسل لا تجرؤ على الحلم (2016)، لا بأس أن لا تكون بخير (2020)، الحب في المدينة (2020-2021) اسأل النجوم (2025)، ومن كتابة لي كانغ، مؤلفة شباب مايو (2021)، ومن تخطيط استوديو دراغون وإنتاجه بالتعاون مع شركة KBS التابعة مونستر يونين وشركة هايجراوند، وهو ضمن اتفاقية الشراكة بين CJENM و KBS.
قالت لي كانغ أنها كتبت «قصتي المجهولة في سول» لتحكي «قصص أشخاص يبدون بخير من الخارج لكنهم بالفعل مترددون ومرهقون من الداخل». تخيلت كم سيكون الأمر رائعًا إذا كان بإمكان شخص يشبهها تمامًا أن يحل محلها، لكنها في الوقت نفسه تساءلت عما إذا كانت حياة توأمها ستكون أكثر سلامًا من حياتها، وبالتالي قررت الكتابة عن شقيقتين توأم تتبادلان الحياة.

### فريق التمثيل
في 25 يوليو 2024، أفادت نيوزن أن بارك بو يونغ قد تلقت عرضًا لبطولة المسلسل، مع تأكيد تين آسيا اختيارها في نفس اليوم. في 26 سبتمبر، اعلنت شركة بي إتش إنترتينمنت نيوزن أن بارك جين يونغ كان يفكر في الدراما كمشروعه التالي بعد تسريحه الوشيك من الجيش. في 8 أكتوبر، أفادت نيوز 1 أن ريو كيونغ سو قد انضم إلى المسلسل في دور رئيسي. في 3 ديسمبر، تم تأكيد مشاركة بارك بو يونغ وجين يونغ.

### التصوير
بدأ التصوير الرئيسي في نهاية عام 2024.

## روابط خارجية
- الموقع الرسمي
 (بالكورية)
- قصتي المجهولة في سول على موقع IMDb (الإنجليزية)
- قصتي المجهولة في سول على موقع نتفليكس (الإنجليزية)
- قصتي المجهولة في سول على موقع فيلمافينيتي (الإسبانية)
- قصتي المجهولة في سول على موقع قاعدة بيانات الفيلم (الإنجليزية)
- قصتي المجهولة في سول على هانسينما